# Apparato centrale elettrico a leve individuali
Nella tecnica e nella regolamentazione delle ferrovie, l'apparato centrale elettrico a leve individuali, identificato con l'acronimo ACE, è un apparato centrale di manovra degli enti di una stazione ferroviaria, che utilizza la corrente elettrica per la trasmissione del comando del moto di manovra. Tale tipo di apparato viene denominato semplicemente apparato centrale elettrico (da cui la sigla ACE), anche se questa definizione appartiene agli apparati centrali elettrici in genere.

## Descrizione

### Caratteristiche

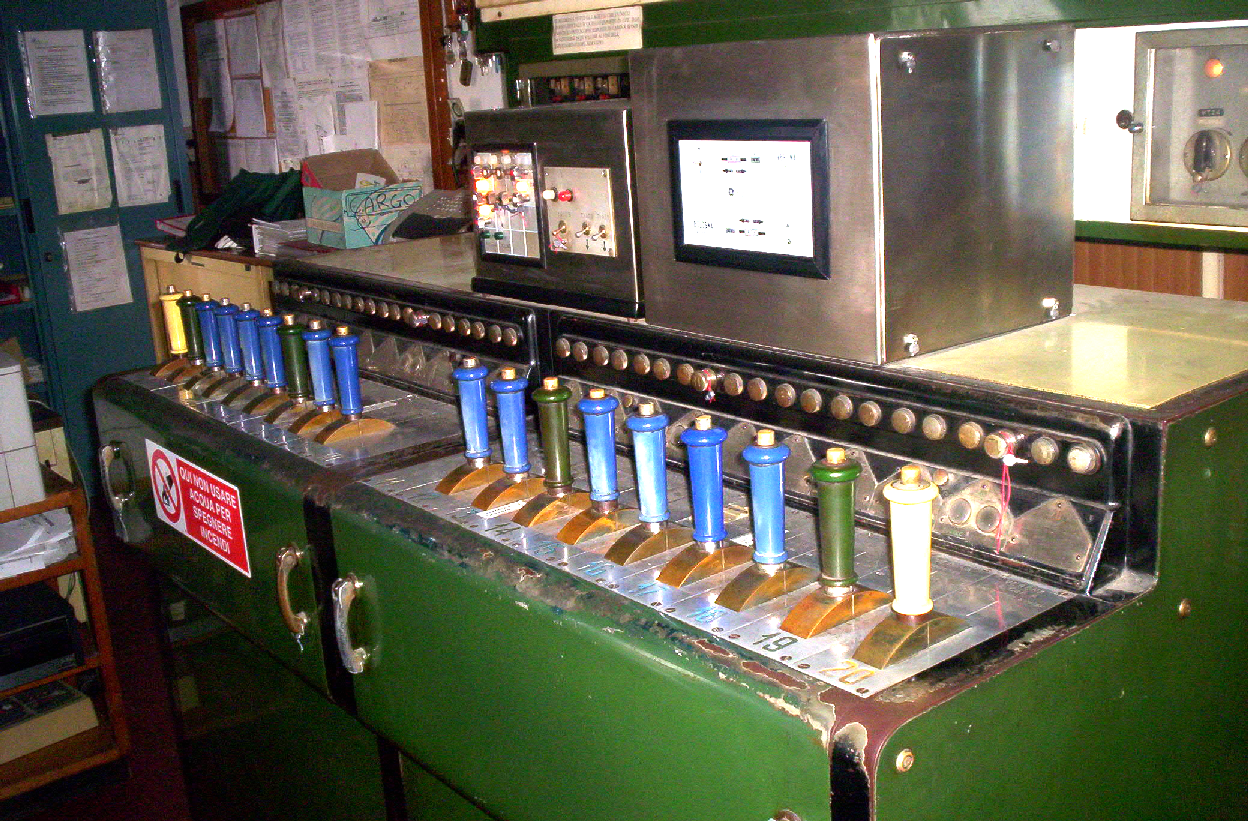
Banco ACE per consensi nell'Ufficio Movimento della Stazione di Poggio Rusco sulla linea Verona-Bologna

Sul banco di manovra di un impianto "ACE" si trovano tante leve quanti sono i deviatoi da azionare, i segnali da disporre, i passaggi a livello da comandare.
L'impianto si avvale di collegamenti elettrici per il movimento degli aghi dei deviatoi, per la disposizione dei segnali, per la manovra dei passaggi a livello di stazione e per il controllo dello stato di occupazione dei circuiti di binario di stazione. Tramite una serratura meccanica, l'apparato realizza anche i collegamenti di sicurezza tra tutti gli enti coinvolti nella formazione di un itinerario: ogni comando incompatibile con uno già in atto viene così inibito. 
Alcune leve sono anche dotate di un bloccamento elettrico, che ne impedisce la manovra se non sono soddisfatte certe condizioni: ad esempio, non è possibile muovere la leva di un deviatoio se sopra di esso è presente un treno. In caso di guasti, alcuni di questi controlli elettrici possono essere esclusi tramite dei tasti, siti sopra a ciascuna leva e su un quadro elettrico a parte.
Ciascuna leva, a seconda della sua funzione, è caratterizzata da un colore: 
| Colore  | Funzione |
| ------- | --- |
| Marrone | Disabilitazione (blocca le leve da deviatoio per il transito in corretto tracciato)                              |
| Nero    | Deviatoio (manovra gli scambi) o fermadeviatoio elettrico (blocca uno scambio manovrato a mano)                  |
| Celeste | Passaggio a livello                                                                                              |
| Azzurro | Itinerario (blocca il percorso per un treno ed apre i segnali bassi)                                             |
| Viola   | Istradamento (blocca il percorso per una manovra ed apre i segnali bassi)                                        |
| Rosso   | Segnale di 1ª o 2ª categoria                                                                                     |
| Giallo  | Segnale di avviso                                                                                                |
| Verde   | Consenso (negli impianti controllati da più cabine, concede il consenso ad un'altra cabina per usare un binario) |

Sopra al banco di manovra è sempre presente il quadro luminoso che rappresenta, in forma schematica, la configurazione della stazione e lo stato di tutti gli enti controllati dall'apparato centrale.
Nelle stazioni più grandi, la gestione dei movimenti può essere suddivisa in più banchi di manovra, collocati in diverse cabine: nel banco principale (manovrato dal capostazione) possono trovarsi alcune leve, definite di itinerario e di consenso, necessarie ad impartire le istruzioni alle varie cabine di piazzale (nelle quali operano i deviatori), dove avviene fisicamente la movimentazione degli enti.

### Movimenti in stazione

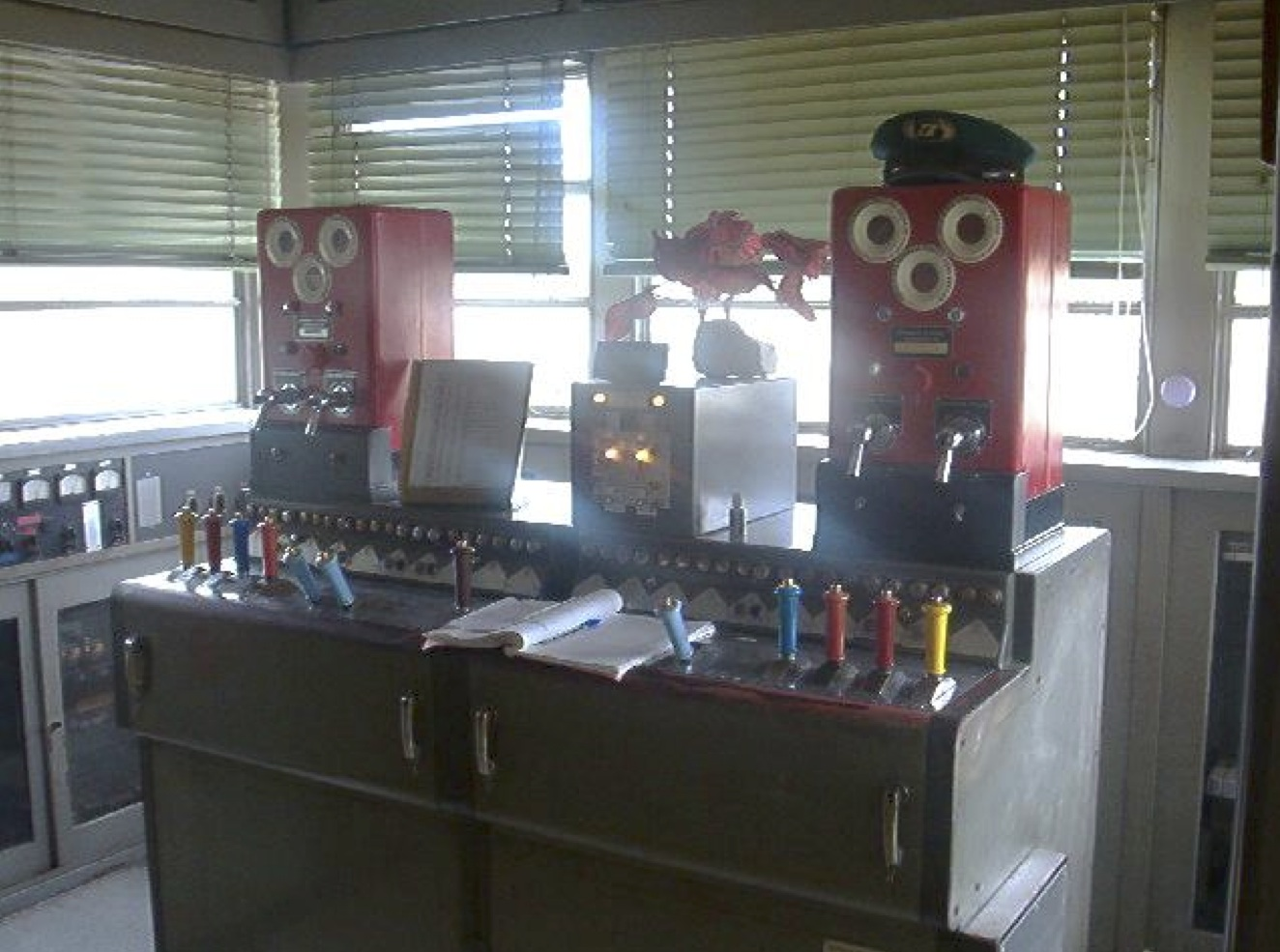
Banco di manovra di un ACE. Sopra al banco si possono vedere due istrumenti del Blocco Elettrico Manuale

Le operazioni necessarie per ricevere un treno in una stazione consistono nell'azionamento delle leve necessarie a disporre nella posizione voluta gli scambi, nella chiusura dei passaggi a livello interessati, nell'azionamento della leva del segnale di protezione che si disporrà a via libera per l'ingresso. L'ingresso del treno in stazione o nel binario predisposto provocherà l'occupazione del circuito di binario, la disposizione a via impedita del segnale superato e, inoltre, lo sblocco delle leve prima vincolate che potranno essere rimesse in posizione di riposo, per una successiva manovra.

### Limitazioni funzionali
Un limite degli impianti di tipo ACE, è il lungo tempo di gestione degli itinerari perché non è prevista la cosiddetta "liberazione elastica". Per poter costruire un secondo itinerario, è necessario che il treno che ha usufruito del primo "liberi" l'intero percorso e non solo, come con la liberazione elastica, di una parte di esso. 
Non è possibile esercitare il telecomando di questo tipo di impianto, che richiede sempre un operatore presente sul posto per la manovra delle leve. È invece possibile -quando necessario- procedere alla "disabilitazione" della stazione. In questo caso la stazione diventa, in genere, posto di blocco intermedio (PBI) nel quale non è consentito lo spostamento dei deviatoi ma permette il solo distanziamento dei treni. Durante il corso degli anni '90, per motivi di razionalizzazione del personale, sono stati elaborati dei circuiti che hanno permesso, in caso di disabilitazione, di istituire il cosiddetto Tracciato Permanente (l'apparato, con l'approssimarsi del treno, dispone automaticamente gli itinerari per il transito sui binari di corretto tracciato) permettendo così di impresenziare la stazione.

## Storia in Italia
Il primo apparato centrale elettrico in Italia in cui gli scambi venivano mossi da motore elettrico fu installato nel 1924, nella stazione di Sestri Levante. Esso era un apparato del tipo CIWFS con segnalamento luminoso sperimentale di avviso e protezione e segnalamento semaforico di partenza ed era di derivazione americana (US&S). L'anno dopo vennero installati in altre stazioni analoghi apparati di costruzione AEG, realizzati su licenza dalla OMS, (Officine Meccaniche Servettaz), di Savona. Come ultimi esempi di Apparati Centrali Elettrici non standardizzati, a partire dal 1935 venne installato il modello proposto dalla IVEM di Vicenza in un numero limitato di Stazioni di cui Mortara fu quello più grande e del tipo a Cabine. A partire dal 1936 le FS decisero una standardizzazione degli apparati su progetto del servizio impianti elettrici che portò alla nascita, dopo una breve sperimentazione sulla Roma-Orte con apparati centrali elettrici costruiti dalla SASIB di Bologna, quasi analoghi alla versione definitiva, del modello unificato di Banco per apparato centrale elettrico tipo FS 1936, ancora in uso in molte stazioni della rete.
Nell'immediato dopoguerra, infine, per ovviare ad alcuni difetti del progetto originale, tra cui il prolungamento del Banco FS al di sotto del pavimento e il peso mastodontico dello stesso (si parte dai 950 chilogrammi di un modulo da 10 leve per arrivare alle 3,3 tonnellate di un modulo da 30 leve) la stessa SASIB che fino ad allora aveva realizzato parecchi impianti di Apparati Centrali con banco tipo FS propose un suo modello di banco che trovò ancor più diffusione del precedente tipo FS anche per via dell'indubbio vantaggio di poter coniugare fino a due chiavi per ogni leva permettendo così di realizzare apparati centrali elettrici o apparati per deviatoi manuali indistintamente con la stessa tipologia di banco e della maggiore modularità (oltre al modulo da 5 e da 10 leve, infatti, era previsto anche un modulo da 7 leve, permettendo così di realizzare molte più composizioni di leve senza sprecare inutilmente posti vuoti).